# Berchemia annamensis
Berchemia annamensis är en brakvedsväxtart som beskrevs av Charles-Joseph Marie Pitard. Berchemia annamensis ingår i släktet Berchemia och familjen brakvedsväxter. Inga underarter finns listade i Catalogue of Life.